# Josephine van België (1872-1958)
Josephine Caroline Marie Albertine (Brussel, 18 oktober 1872 – Namen, 6 januari 1958), prinses van België, hertogin van Saksen, prinses van Saksen-Coburg-Gotha, was een Belgische prinses.
Zij was de jongste dochter van de Belgische prins Filips, graaf van Vlaanderen en broer van koning Leopold II en Maria, gravin van Vlaanderen. Zij was een oudere zuster van de latere koning Albert I.
Ze reist met haar familie regelmatig naar Sigmaringen, waar haar moeder vandaan komt. Daar brengt ze veel tijd door met haar neef Karel Anton. Josephine is hardhorig, een kwaal die ze geërfd heeft van haar vader die potdoof was. Bovendien heeft ze last van meerdere gezondheidskwalen waardoor ze geen gewilde bruid is. Ze wil met haar neef Karel Anton trouwen en haar ouders stemmen uiteindelijk toe, hoewel ze er niet helemaal blij mee zijn. Koning Leopold II is ook niet blij met de keuze én de toestemming van zijn broer, immers vroeg hij hun zoon Boudewijn om te trouwen met zijn dochter Clementine, wat Filips en Maria afwezen met voornaamste reden dat ze neef en nicht waren. Josephine en Karel Anton trouwden op 28 mei 1894 in Brussel.
Het paar kreeg vier kinderen, van wie de jongste (Henriëtte) drie dagen na de geboorte stierf:
- Stefanie (1895-1975)
- Marie Antoinette (1896-1965)
- Albert Lodewijk (1898-1977)
- Henriëtte (1907-1907)

Op 6 augustus 1935, zestien jaar na de dood van haar man, trad Josephine toe tot een Benedictinesser klooster in Namen. Daar overleed ze in 1958 als zuster Marie-Josefine. Aan het einde van haar leven was ze net als haar vader doof.

## Voorouders
| Voorouders van Josephine van België | Voorouders van Josephine van België                                                                       | Voorouders van Josephine van België                                                                       | Voorouders van Josephine van België                                                             | Voorouders van Josephine van België                                                             | Voorouders van Josephine van België                                                        | Voorouders van Josephine van België                                                        | Voorouders van Josephine van België                                                        | Voorouders van Josephine van België                                                        |
| ----------------------------------- | --- | --- | ----------------------------------------------------------------------------------------------- | ----------------------------------------------------------------------------------------------- | ------------------------------------------------------------------------------------------ | ------------------------------------------------------------------------------------------ | ------------------------------------------------------------------------------------------ | ------------------------------------------------------------------------------------------ |
| Overgrootouders                     | Frans van Saksen-Coburg-Saalfeld (1750-1806) ∞ 1777 Augusta van Reuss-Ebersdorf en Lobenstein (1757-1831) | Frans van Saksen-Coburg-Saalfeld (1750-1806) ∞ 1777 Augusta van Reuss-Ebersdorf en Lobenstein (1757-1831) | Lodewijk Filips I van Frankrijk (1773-1850) ∞ 1809 Marie Amélie van Bourbon-Sicilië (1782-1866) | Lodewijk Filips I van Frankrijk (1773-1850) ∞ 1809 Marie Amélie van Bourbon-Sicilië (1782-1866) | Karel van Hohenzollern-Sigmaringen (1785-1853) ∞ 1808 Marie Antoinette Murat (1793-1847)   | Karel van Hohenzollern-Sigmaringen (1785-1853) ∞ 1808 Marie Antoinette Murat (1793-1847)   | Karel van Baden (1786-1818) ∞ 1806 Stéphanie de Beauharnais (1789-1860)                    | Karel van Baden (1786-1818) ∞ 1806 Stéphanie de Beauharnais (1789-1860)                    |
| Grootouders                         | Leopold I van België (1790-1865) ∞ 1832 Louise Marie van Orléans (1818-1850)                              | Leopold I van België (1790-1865) ∞ 1832 Louise Marie van Orléans (1818-1850)                              | Leopold I van België (1790-1865) ∞ 1832 Louise Marie van Orléans (1818-1850)                    | Leopold I van België (1790-1865) ∞ 1832 Louise Marie van Orléans (1818-1850)                    | Karel Anton van Hohenzollern-Sigmaringen (1811-1885) ∞ 1834 Josefine van Baden (1813-1900) | Karel Anton van Hohenzollern-Sigmaringen (1811-1885) ∞ 1834 Josefine van Baden (1813-1900) | Karel Anton van Hohenzollern-Sigmaringen (1811-1885) ∞ 1834 Josefine van Baden (1813-1900) | Karel Anton van Hohenzollern-Sigmaringen (1811-1885) ∞ 1834 Josefine van Baden (1813-1900) |
| Ouders                              | Filips van België (1837-1905) ∞ 1832 Maria van Hohenzollern-Sigmaringen (1845-1912)                       | Filips van België (1837-1905) ∞ 1832 Maria van Hohenzollern-Sigmaringen (1845-1912)                       | Filips van België (1837-1905) ∞ 1832 Maria van Hohenzollern-Sigmaringen (1845-1912)             | Filips van België (1837-1905) ∞ 1832 Maria van Hohenzollern-Sigmaringen (1845-1912)             | Filips van België (1837-1905) ∞ 1832 Maria van Hohenzollern-Sigmaringen (1845-1912)        | Filips van België (1837-1905) ∞ 1832 Maria van Hohenzollern-Sigmaringen (1845-1912)        | Filips van België (1837-1905) ∞ 1832 Maria van Hohenzollern-Sigmaringen (1845-1912)        | Filips van België (1837-1905) ∞ 1832 Maria van Hohenzollern-Sigmaringen (1845-1912)        |
| Josephine van België (1872-1958)    | | |                                                                                                 |                                                                                                 |                                                                                            |                                                                                            |                                                                                            |                                                                                            |